# Parapachygone longifolia
Parapachygone longifolia är en tvåhjärtbladig växtart som först beskrevs av Frederick Manson Bailey, och fick sitt nu gällande namn av Lewis Leonard Forman. Parapachygone longifolia ingår i släktet Parapachygone och familjen Menispermaceae. Inga underarter finns listade i Catalogue of Life.